# Wehrdienstgericht
Als Wehrdienstgericht werden in Deutschland zusammenfassend die Bundesgerichte bezeichnet, die über Rechtssachen der Wehrdisziplinarordnung (WDO) und Wehrbeschwerdeordnung (WBO) entscheiden. Dies sind:
- Truppendienstgerichte als erste Instanz (seit 1972)[2]
  - Truppendienstgericht Nord in Münster
  - Truppendienstgericht Süd in München
- die beiden Wehrdienstsenate des Bundesverwaltungsgerichts als Beschwerde- und Berufungsinstanz
  - 1. Wehrdienstsenat des Bundesverwaltungsgerichts
  - 2. Wehrdienstsenat des Bundesverwaltungsgerichts

Historisch bestanden zudem folgende Wehrdienstgerichte:
- Truppendienstgerichte A–F (1957–1972; F seit 1959)[3]
- Truppendienstgericht Mitte in Koblenz (1972–1992)[4]